# Liste der Naturdenkmale im Saale-Holzland-Kreis
In der Liste der Naturdenkmale im Saale-Holzland-Kreis sind alle Naturdenkmale der Orte des thüringischen Saale-Holzland-Kreises aufgelistet. Grundlage sind die Einträge in Schutzlisten von europäischer bis regionaler Ebene.

## Bäume
| Dok-Nr. | Bezeichnung                                    | Botanische Bezeichnung         | Lage                             | Gemarkung               | Beschreibung | Bild            |
| ------- | ---------------------------------------------- | ------------------------------ | -------------------------------- | ----------------------- | --- | --------------- |
| 01      | Eiche am Forsthaus Ascherhütte                 |                                | (Lage)                           | Albersdorf              | | Bild gesucht BW |
| 02      | Drillingsblutbuche                             |                                | (Lage)                           | Bürgel                  | | Bild gesucht    |
| 03      | Mehlbeere an der Hohen Straße                  |                                | (Lage)                           | Dienstädt               | | Bild gesucht    |
| 04-01   | Samenkiefer                                    | Pinus sylvestris               | (Lage)                           | Eichenberg              | Umfang 2,45 Meter, Alter ca. 200 Jahre. Eventuell markierte der Baum die Grenze zwischen Eichenberg Orlamünde. | Bild gesucht    |
| 04-02   | Kohl-Linde                                     | Tilia cordata                  | (Lage)                           | Eichenberg              | Umfang ursprünglich 4,75 Meter, Alter mindestens 400 Jahre. An leicht erhöhtem Platz nordöstlich des Ortes, vermutlich eine alte Gerichtslinde. Um 1835 zuletzt zurückgeschnitten, im Sommer 1994 bis auf kleinen Teil auseinandergebrochen. | Bild gesucht    |
| 04-03   | Mispelbaum in der Herbste                      |                                | (Lage)                           | Eichenberg              | | Bild gesucht    |
| 05      | Bergahorn im Roten Graben                      |                                | (Lage)                           | Eineborn                | | Bild gesucht    |
| 06-01   | Eiche im Schortental                           |                                | (Lage)                           | Eisenberg               | | Bild gesucht    |
| 06-02   | Georgseiche                                    | Quercus robur                  | (Lage)                           | Eisenberg               | Umfang 4,8 Meter, Alter mindestens 250 Jahre. Benannt nach Prinz Georg von Sachsen, der den Baum 1840 kaufte und ihn damit vor der Fällung rettete.                                                                                          | Bild gesucht    |
| 06-03   | Gleditschie am Schlosspark                     |                                | (Lage)                           | Eisenberg               | | Bild gesucht    |
| 06-04   | Linde in der Klosterlausnitzer Straße          |                                | (Lage)                           | Eisenberg               | | Bild gesucht    |
| 06-05   | Vierlingsbuche                                 |                                | (Lage)                           | Eisenberg               | | Bild gesucht    |
| 07-01   | Pfarrlinde Etzdorf                             |                                | (Lage)                           | Etzdorf                 | | Bild gesucht    |
| 07-02   | Teiskerlinden                                  |                                | (Lage)                           | Etzdorf                 | | Bild gesucht    |
| 08      | Liebesbuche                                    |                                | (Lage)                           | Friedrichstanneck       | | Bild gesucht    |
| 09      | Bastard-Eberesche                              |                                | (Lage)                           | Geunitz                 | | Bild gesucht    |
| 10      | Eiche im Gösener Park                          |                                | (Lage)                           | Gösen                   | |                 |
| 11-01   | Platane in Graitschen                          |                                | (Lage)                           | Graitschen              | | Bild gesucht    |
| 11-02   | Schlitzblättrige Eiche auf dem Alten Gleisberg |                                | (Lage)                           | Graitschen              | |                 |
| 12      | Roteiche am Hahn                               |                                | (Lage)                           | Großbockedra            | |                 |
| 13      | Linde in Großhelmsdorf                         |                                | (Lage)                           | Großhelmsdorf           | | Bild gesucht    |
| 14      | Kiefer auf dem Leusebeil                       |                                | (Lage)                           | Hainbücht               | | Bild gesucht BW |
| 15-01   | Seedamm-Allee                                  |                                | (Lage)                           | Hainspitz               | |                 |
| 15-02   | Fünfbrüdereiche                                |                                | (Lage)                           | Hainspitz               | |                 |
| 16      | Alte Robinie                                   |                                | (Lage)                           | Hermsdorf               | | Bild gesucht    |
| 17      | Zwei Linden auf der Wilhelmshöhe               |                                | (Lage)                           | Hohendorf               | | Bild gesucht    |
| 18      | Zwei Stieleichen bei Hummelshain               |                                | (Lage)                           | Hummelshain             | | Bild gesucht    |
| 19      | Birnbaum am Löbichauer Wege                    |                                | (Lage)                           | Jenalöbnitz             | |                 |
| 20      | Scheibentalslinde                              |                                | (Lage)                           | Kleinbockedra           | |                 |
| 21      | Heilinger Mehlbeere auf dem Ledersberg         |                                | (Lage)                           | Kleinbucha              | | Bild gesucht    |
| 22-01   | Tälerlinde                                     |                                | (Lage)                           | Lippersdorf             | | Bild gesucht    |
| 22-02   | Brehmlinde                                     |                                | (Lage)                           | Lippersdorf             | | Bild gesucht    |
| 23-01   | Albrechtseiche                                 |                                | (Lage)                           | Meusebach               | |                 |
| 23-02   | Köhlerseiche                                   |                                | (Lage)                           | Meusebach               | |                 |
| 23-03   | Tulpenbaum                                     |                                | (Lage)                           | Meusebach               | |                 |
| 24      | Stieleiche am Nickelskirchhof                  |                                | (Lage)                           | Neuengönna              | | Bild gesucht    |
| 25      | Dorflinde Obergneus                            |                                | (Lage)                           | Obergneus               | |                 |
| 26      | Ahörner                                        |                                | (Lage)                           | Oberrenthendorf         | | Bild gesucht    |
| 27      | Baumhauslinde an der Stünzmühle                |                                | (Lage)                           | Petersberg              | |                 |
| 28      | Plinzlinde                                     |                                | (Lage)                           | Plinz                   | | Bild gesucht    |
| 29      | Elsbeere bei Rattelsdorf                       |                                | (Lage)                           | Rattelsdorf             | | Bild gesucht    |
| 30-01   | Linde an der Kemenate                          |                                | (Lage)                           | Reinstädt               | | Bild gesucht    |
| 30-02   | Linde am Vorwerkshügel bei Bergern             |                                | (Lage)                           | Reinstädt               | | Bild gesucht    |
| 31      | Zwei Linden an der Hauskirche                  |                                | (Lage)                           | Rockau                  | | Bild gesucht    |
| 32      | Friedenseiche                                  |                                | (Lage)                           | Ruttersdorf             | | Bild gesucht    |
| 33      | Gutseiche Fritschental                         |                                | (Lage)                           | Schkölen                | | Bild gesucht    |
| 34      | Kugeleiche                                     | Traubeneiche (Quercus petraea) | 50° 53′ 43,3″ N, 11° 43′ 55,1″ O | Schöngleina             | | Bild gesucht BW |
| 35      | Birnbaum am Reichardtsdorfer Weg               |                                | (Lage)                           | Seifartsdorf            | | Bild gesucht    |
| 36      | Traubeneichen auf der Siebenlindentafel        |                                | (Lage)                           | Seitenbrück             | | Bild gesucht    |
| 37      | Linde bei Serba                                |                                | (Lage)                           | Serba                   | | Bild gesucht    |
| 38      | Winterlinde bei Schiebelau                     |                                | (Lage)                           | Sulza                   | |                 |
| 39      | Linde in Tautenburg                            |                                | (Lage)                           | Tautenburg              | | Bild gesucht    |
| 40      | Torlinde                                       |                                | (Lage)                           | Tautenhain              | | Bild gesucht    |
| 41      | Douglasie an der Langetalsmühle                |                                | (Lage)                           | Thalbürgel              | | Bild gesucht    |
| 42      | Linden bei Thiemendorf                         |                                | (Lage)                           | Thiemendorf             | | Bild gesucht    |
| 43-01   | Luthereiche                                    |                                | (Lage)                           | Trockenborn-Wolfersdorf | | Bild gesucht    |
| 43-02   | Rotbuche in den Vierlingsfeldern               |                                | (Lage)                           | Trockenborn-Wolfersdorf | | Bild gesucht    |
| 44      | Stieleiche in den Bergäckern                   |                                | (Lage)                           | Trockhausen             | | Bild gesucht    |
| 45      | Vater-Brehm-Linden                             |                                | (Lage)                           | Unterrenthendorf        | | Bild gesucht    |
| 46      | Linde in Waldeck                               |                                | (Lage)                           | Waldeck (Thüringen)     | | Bild gesucht    |

## Ehemalige Naturdenkmäler
| Dok-Nr. | Bezeichnung   | Botanische Bezeichnung | Lage   | Gemarkung | Beschreibung | Bild         |
| ------- | ------------- | ---------------------- | ------ | --------- | --- | ------------ |
| 01      | Alte Bergulme |                        | (Lage) | Stadtroda | befand sich an der Südseite der Klosterruine in Stadtroda, Schutz 2009 aufgehoben, gefällt aus Sicherheitsgründen | Bild gesucht |